# Eulia
Genre
Eulia est un genre de petits lépidoptères (papillons) de la famille des Tortricidae, de la sous-famille des Tortricinae.

## Synonyme
- Lophoderus Stephens, 1834[1].

## Seule espèce européenne
- Eulia ministrana (Linnaeus, 1758)